# Băcești, Gorj
Băcești este un sat în comuna Stejari din județul Gorj, Oltenia, România.
Este așezat în sudul comunei Stejari. Prin mijlocul satului trece Amărazuia, un afluent al râului Amaradia. Relieful este format din câmpii, dealuri parțial acoperite cu păduri de salcîm, fag, gîrniță, stejar, prin care salasuiesc animale gen, porcul mistret, vulpea, viezurele, caprioara, dihorul. O cincime din suprafață reprezintă teren agricol de calitate inferioară, cultivîndu-se mai ales porumbul si grâul. Locuitorii se ocupă cu creșterea oilor, bovinelor, păsărilor și porcilor, mai mult pentru consum propriu. Satul este electrificat și racordat la reteaua de apa curenta. Mai există rețea de cablu, telefonie digitală, școală primară în stare de conservare, grădiniță, precum și 2-3 magazine generaliste. Satul este asfaltat, are iluminat stradal modern și nu este racordat la rețeaua comunală de gaze. 
 Acest articol despre o localitate din județul Gorj este deocamdată un ciot. Puteți ajuta Wikipedia prin completarea lui.